# Shimoda

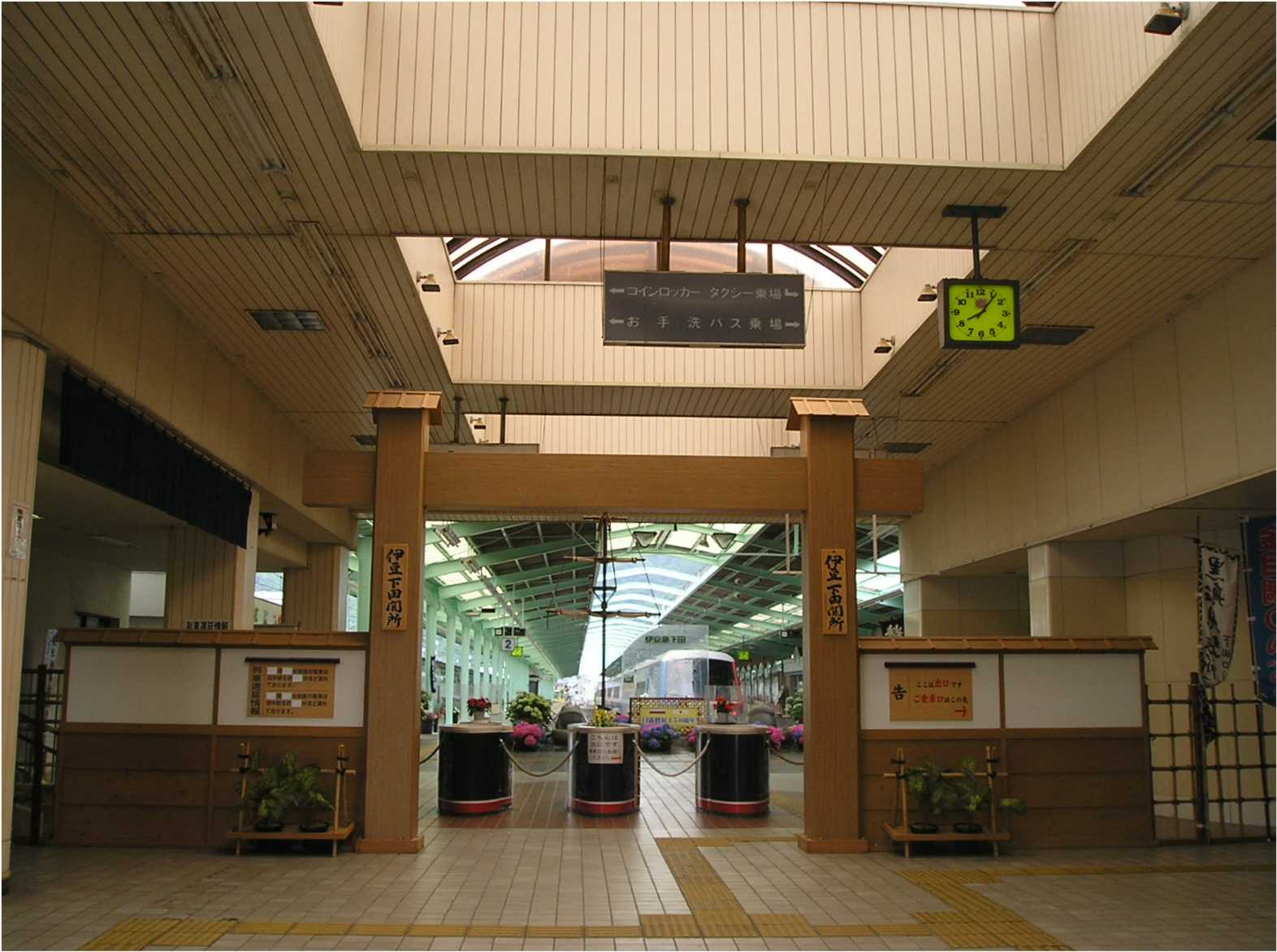
Estació de Shimoda

Shimoda (下田市; -shi) és una ciutat del Japó i un port a ka Prefectura de Shizuoka. Per a 2003 la ciutat tenia una població estimada de 27.256 habitants i una densitat de població de 260,40 persones per quilòmetre quadrat. L'àrea total de la ciutat és de 104,76 quilòmetres quadrats.
El port fou obert per les tropes americanes gràcies al Tractat de Kanagawa, negociat pel comodor Matthew Perry i signat el 31 de març de 1854.
Shimoda és famosa per les seves platges. Les platges de Tadadohama, Ohama i Iritahama atrauen milers de turistes cada any a la ciutat, i són també populars pel munt d'esport aquàtic que s'hi pot practicar. La platja de Iritahama és votada quasi cada any com la més maca de tot el Japó.